# Phong Thân Ân Đức
Phong Thân Ân Đức (Chữ Hán: 豐紳殷德, tiếng Mãn: ᡶᡝᠨᡤᡧᡝᠨᠶᡝᠨᡩᡝ, Möllendorff: Fengšeninde; 18 tháng 2 năm 1774 - 3 tháng 6 năm 1810), hào Nhuận Phố (润圃), tự Thiên Tước (天爵), thường tự xưng Thiên Tước Đạo nhân (天爵道人), Nữu Hỗ Lộc thị, người Mãn Châu Chính Hồng kỳ, là con trai độc nhất của đại tham quan Hòa Thân. Đồng thời ông là con rể của Càn Long Đế.

## Cuộc đời
Phong Thân Ân Đức sinh ngày 19 tháng 1 (âm lịch) năm Càn Long thứ 39 (1774), xuất thân Nữu Hổ Lộc thị thuộc Mãn Châu Chính Hồng kỳ. Ông là con trai duy nhất của Hòa Thân với Phu nhân Phùng thị.
Năm Càn Long thứ 45 (1780), được Càn Long Đế ban tên "Phong Thân Ân Đức", chỉ hôn cho Thập Công chúa (tức Cố Luân Hòa Hiếu Công chúa)
Năm thứ 54 (1789), tháng 11, Phong Thân Ân Đức chính thức thành hôn cùng với Thập Công chúa. Do cha ông là Hòa Thân, một viên quan rất được Càn Long Đế sủng ái nhất thời bấy giờ. Sau khi kết hôn, Hòa Hiếu Công chúa và Phong Thân Ân Đức có một con trai, sinh vào khoảng từ năm Càn Long thứ 58 (1794) đến năm thứ 60 (1796), nhưng hai năm sau, vào năm Gia Khánh thứ 2 (1798) thì qua đời. Từ đó Công chúa không thể sinh dục được nữa. Do lo sợ nhà chồng tuyệt tự, Công chúa khuyên Phong Thân Ân Đức nạp thiếp, nhưng rồi cũng chỉ có thêm 2 đứa con gái.
Năm Gia Khánh thứ 4 (1799), Hòa Thân bị bắt vì tội tham ô và lũng đoạn quan trường. Sau khi bị kết tội, Hòa Thân bị xử tùng xẻo, nhưng Gia Khánh Đế sau đó cho phép Hòa Thân được tự vận tại nhà để giữ thể diện cho em gái là Hòa Hiếu Công chúa. Gia Khánh Đế cũng vì thế tha tội cho Phong Thân Ân Đức, chỉ bị tước hết danh hiệu. Khối tài sản khổng lồ của Hòa Thân, được tích cóp suốt một đời làm quan tham nhũng, bị tịch thu. Gia Khánh Đế tha cho gia đình Hòa Hiếu Công chúa và thậm chí còn ban cho bà một phần số gia sản bị tịch thu này.
Năm thứ 7 (1802), nhân bình định Bạch Liên giáo mà triều đình đại xá thiên hạ, ông được khôi phục Bá tước.
Năm thứ 8 (1803), Trưởng sử của phủ Hòa Hiếu Công chúa cáo trạng Phong Thân Ân Đức "Diễn tập võ nghệ, mưu đồ bất chính, lại muốn hại Công chúa, cùng phòng với Thiếp thất trong thời gian quốc phục". Sự việc mưu hại Công chúa tuy rằng không xác thực, nhưng việc hành phòng với thiếp thất trong thời gian quốc phục còn sinh cả nữ nhi thì có bằng chứng hoàn toàn chính xác. Vì vậy, ông một lần nữa bị tước bỏ hết tước vị.
Vào năm Gia Khánh thứ 11 (1806), ông xuất nhậm Đầu đẳng Thị vệ, Phó Đô thống, Gia Khánh Đế cử Phong Thân Ân Đức đến phục vụ trong quân đội tại Uliastai, Mông Cổ. Chẳng được bao lâu thì Phong Thân Ân Đức ngã bệnh. Hòa Hiếu Công chúa thỉnh cầu Gia Khánh Đế cho họ được trở về Bắc Kinh, và Hoàng đế đã chấp thuận. Tháng 2 năm Gia Khánh thứ 15 (1810), Phong Thân Ân Đức trở về Bắc Kinh và nhận tước Tấn công (晋公). Ba tháng sau, vào tháng 5, ông qua đời, để lại Hòa Hiếu Công chúa chịu cảnh ở goá. Gia Khánh Đế ban 5000 lạng bạc để cho Hòa Hiếu Công chúa lo chi phí an táng.
Sau cái chết của Phong Thân Ân Đức, Hòa Hiếu Công chúa nuôi dạy hai con gái 11 tuổi và 5 tuổi của ông. Cuộc sống của Công chúa ổn định về tài chính, do Gia Khánh Đế ra lệnh cho Nội vụ phủ phải chu cấp chu đáo cho bà, tầm 6000 lạng bạc. Để cho Công chúa có nơi nương tựa, ngoài số lương bổng lớn. Thời Đạo Quang Đế, Công chúa tiếp tục được cháu trai chiếu cố.
Năm Đạo Quang thứ 3 (1823), ngày 10 tháng 9 (âm lịch), Cố Luân Hòa Hiếu Công chúa qua đời, Đạo Quang Đế đích thân đến viếng tang. Tại khu Hải Điến, Bắc Kinh, có một tòa nhà thôn trang tầm 300 người ở, theo truyền thuyết là nơi chôn cất của Cố Luân Hòa Hiếu Công chúa.

## Gia quyến
- Cha: Hòa Thân (和珅)
- Mẹ: Phùng thị
- Chú: Hòa Lâm (和琳)
- Vợ: Cố Luân Hòa Hiếu Công chúa (固倫和孝公主)
- Con cái: một con trai là Phúc Ân (福恩) và hai con gái